# Edgar Schnell (Manager)
Edgar Schnell (* 18. Juni 1889 in Oslo; † 20. Dezember 1972) war ein deutscher Manager in der Versicherungswirtschaft und Kommunalpolitiker (FDP) in Köln.

## Unternehmerisches Wirken
Schnell wurde 1931 als Nachfolger von Hans Riese Generaldirektor der Nordstern-Versicherung, in die er ursprünglich schon 1908 als Lehrling eingetreten war. Vor der Tätigkeit als Generaldirektor der Nordstern fungierte er als Vorstandsmitglied der Fortuna-Versicherung, einer Tochter der Thuringia Versicherungs-AG.
Nachdem die Nordstern 1931 in der Deutschen Bankenkrise in Schwierigkeiten geraten waren, beauftragten die Colonia-Versicherung und die Aachen-Münchener Versicherung Schell mit der Buchprüfung und mit der Erstellung von Sanierungsvorschlägen, als die beiden Gesellschaften die Aktienmehrheit der Nordstern übernahmen. Nach der „Machtergreifung“ der Nationalsozialisten verdeutlichte er immer wieder die Wichtigkeit der deutschen Privatversicherung. Im Rahmen der Reorganisation des Versicherungswesens im „Dritten Reich“ wurde er Leiter des Sektors Transportversicherung in der Reichsgruppe Versicherungen. Sieben Gruppen im Sektor Transport waren ihm unterstellt. Für die Kriegszeit wurde seine Fachgruppe als „Sondergruppe“ konstituiert, die gleichberechtigt zu den Wirtschaftsgruppen „Privatversicherung“ und „öffentlich-rechtliche Versicherung“ der Reichsgruppe Versicherungen stand. Im Rahmen einer Sitzung des Reichsversicherungsausschusses am 19. November 1940 kam er zu der Einschätzung, dass die deutschen Transportversicherer zu diesem Zeitpunkt organisatorisch in der Lage waren, die Marktanteile der britischen Konkurrenz zu übernehmen, beanstandete aber, dass die IG Farben ihre Auslandsgeschäfte immer noch im Ausland versicherte. Während des Zweiten Weltkriegs kam das Versicherungsgeschäft der Nordstern-Versicherung zunehmend zum Erliegen. Bis zur Auflösung der IHK Berlin im Jahr 1943, die ab 1938 Gauwirtschaftskammer Berlin hieß, war Schnell auch zum Sachverständigen für Transportversicherung bestellt.
Nach Kriegsende übernahm Schnell mit Zustimmung der Militärregierung die Geschäfte als Generaldirektor ab Mai 1948 wieder. Die Nordstern Allgemeine eröffnete neben Berlin einen zweiten Hauptsitz in Köln. Ab Januar 1949 übernahm Schnell auch die Geschäftsleitung der Lebensversicherungsgesellschaft Nordstern Leben, deren Sitz von Berlin über Bremen nach Köln verlegt wurde. Bereits vor dem Krieg hatte er die einheitliche Führung beider Gesellschaften angestrebt. Ebenso übernahm er die Führung über die Nordstern Rückversicherungs-AG. Eines seiner Hauptanliegen war die Neuordnung des Rückversicherungsbedarfs der Gesellschaft im Zuge des Wiederaufbaus, damit einhergehend unter anderem die Normalisierung des Verhältnisses zum Londoner Markt, wo er beispielsweise erreichen konnte, dass sich Willis, Faber & Dumas der Rückversicherung der Nordstern annahm. Nordstern nahm als erste deutsche Versicherungsgesellschaft  nach dem Krieg konsequent das Auslandsgeschäft bis in den arabischen Raum wieder auf. Wegen der zunehmenden Auslandsgeschäfte arrangierte er unter anderem für alle Mitarbeiter der Gesellschaft betriebsinternen Englisch-Fremdsprachenunterricht.
Am 31. Dezember 1961 trat er in den Ruhestand.

## Kommunalpolitik in Köln
Schnell trat nach dem Krieg dem FDP-Kreisverband Köln bei. Nachdem die Partei 1952 bei den Kommunalwahlen 11,4 % der Wählerstimmen erhielt, zog er mit in den Rat der Stadt Köln ein und wurde Zweiter Stellvertretender Bürgermeister. Auch nach den Kommunalwahlen 1956 verblieb er dort als Mitglied der FDP-Ratsfraktion, erkrankte aber während einer Afrikareise im Winter 1957/1958 und konnte in der Folge dort nur noch eingeschränkt mitarbeiten. Danach entschloss er sich, nicht erneut für den Stadtrat zu kandidieren.

## Sonstiges
1959 schenkte Oberbürgermeister Theo Burauen Schnell zum 70. Geburtstag einen Schimpansen namens „Edgar“, der im Affengehege des Kölner Zoos betreut wurde. Schnell war Luftsportler und Ehrenmitglied im Kölner Klub für Luftsport. Dank seiner Unterstützung konnte für die Segelfluggruppe des Clubs eine Schleicher Ka 2 gekauft werden, die im März 1966 durch Thea Schnell auf den Namen „Nordstern Köln II“ getauft wurde.

## Schriften
- Die deutsche Privatversicherung als lebenswichtiger Bestandteil der nationalsozialistischen Wirtschaftsordnung. In: Neumanns Zeitschrift für Versicherungswesen, Jahrgang 1935.

## Auszeichnungen
1957 wurde Schnell mit dem Bundesverdienstkreuz ausgezeichnet. Er feierte in diesem Jahr sein 25-jähriges Dienstjubiläum als Vorsitzender der Nordstern.